# Peder Dahlgaard
Peder Dahlgaard (født 30. maj 1969) er en dansk skuespiller og instruktør, der er  opvokset i Brabrand uden for Århus. 
Han ville have uddannet sig som etnograf, men tog i stedet en dramauddannelse på Herning Højskole. I 1990 medvirkede Peder Dahlgaard i rollen som Anders i Niels Malmros-filmen "Kærlighedens smerte".
Han blev i 1996 optaget på skuespillerskolen ved Odense Teater, hvorfra han blev uddannet i 1999, og han har siden været fast tilknyttet som skuespiller og instruktør ved Odense Teater.
Ved siden af optræder han sporadisk med sit onemanshow og underviser i Kommunikation.
Fra 2010 er han også leder af Skuespillerskolen i Odense.
Han er gift, har tre børn og bor i Odense.